# Отдельная Балтийская морская дивизия
Отде́льная Балти́йская морска́я диви́зия — соединение морской пехоты русской армии в годы Первой мировой войны.

## История
В ноябре 1915 года по Высочайшему повелению сформирована из матросов Кронштадта, Ораниенбаумской учебной стрелковой команды и 2-го Балтийского флотского экипажа Отдельная Балтийская морская бригада из четырёх отдельных батальонов (в каждом из них по три роты) для охраны Балтийского побережья России и десантных операций. 
Отдельная бригада дислоцировалась на островах Эзель, Даго и Моон. 16 марта батальоны пополнились маршевыми пехотными ротами и были развернуты в двухбатальонные полки (по восемь рот в каждом). 23 апреля 1916 года всем четырём полкам пожалованы Андреевские флаги, освящённые в Ревеле.
В октябре 1916 года Балтийскую морскую бригаду перебросили в город Николаев. Она была развёрнута в Отдельную Балтийскую морскую дивизию (четыре полка по три четырёхротных батальона в каждом — всего 12 батальонов при 48 пулемётах) и выдвинута на Румынский фронт, где 10 января 1917 года заняла позиции по рукавам Дуная (Килийскому, Сулинскому и Георгиевскому) от Черноморского побережья до Тульчи. Штаб морской дивизии разместился в городе Измаиле.
После Октябрьской революции 1917 года морская дивизия самораспустилась, в Измаиле остался лишь 1-й Морской полк. 31 января 1918 года поступило распоряжение сформировать в занятом румынами Измаиле Сводный Морской добровольческий полк (его командиром стал полковник Жебрак-Русанович). 24 апреля в составе 1-й бригады Русских Добровольцев полковника Дроздовского полк прибыл в Новочеркасск, где в июне в составе бригады зачислен в Добровольческую армию.

## Начальники дивизии
- 1915—1917 годы — капитан 1-го ранга (с 28.06.1916 — контр-адмирал) Фабрицкий, Семён Семёнович
- 1917 год — контр-адмирал князь Трубецкой, Владимир Владимирович